# Hell is Us
Hell Is Us es un próximo videojuego de acción y aventura desarrollado por Rogue Factor y publicado por Nacon. Su lanzamiento para PlayStation 5, Windows y Xbox Series X/S está previsto para el 4 de septiembre de 2025.

## Premisa
Un soldado de las Fuerzas de paz de las Naciones Unidas llamado Rémi se ausenta sin permiso y se aventura en el país devastado por la guerra de Hadea para encontrar a sus padres, solo para descubrir que la región está infestada de seres sobrenaturales después que ocurrió un misterioso evento llamado «Calamidad».

## Modo de juego
Hell Is Us es un videojuego de acción y aventuras en tercera persona. En él, el jugador controla a un soldado llamado Rémi y lucha contra seres sobrenaturales llamados «Hollow Walkers» (traducido literalmente como: «Caminantes Huecos»). Los jugadores pueden combatir a estas criaturas con diversas armas cuerpo a cuerpo, como espadas, armas de asta y hachas, cada una con su propio estilo de ataque y velocidad. Rémi también está equipado con un dron que puede usar para distraer a las criaturas hostiles. Los jugadores deben gestionar tanto la salud como la resistencia de Rémi. La resistencia se regenerará gradualmente, pero la salud no, aunque la resistencia máxima de Rémi en un momento dado está limitada por su nivel de salud actual. Luchar exhausto significa que el personaje del jugador ataca con menor fuerza y es más vulnerable.
El equipo describió a Hadea como un «mundo semiabierto» y el juego desafía a los jugadores a reunir pistas para encontrar a los padres de Rémi. El juego prescinde de funciones comunes en otros juegos, como puntos de referencia, registros de misiones y marcadores de mapa. Los jugadores deben escuchar las conversaciones de Rémi con personajes no jugables para descubrir la ubicación de sus objetivos.

## Desarrollo
El juego es desarrollado por Rogue Factor, el estudio responsable de Mordheim: City of the Damned. El proyecto estuvo liderado por Jonathan Jacques-Belletete, director artístico de Deus Ex: Human Revolution y su secuela, Deus Ex: Mankind Divided. Según Jacques-Belletête, el juego se inspiró en la película Aniquilación de 2018 y en la trilogía Southern Reach de Jeff VanderMeer. El juego adoptó una pantalla de visualización frontal minimalista ya que el estudio estaba influenciado por los juegos lanzados en la década de 1990 y quería crear una experiencia inmersiva en la que los jugadores recibieran información de una manera «orgánica». Jacques-Belletete comparó el sistema de combate con los que se encuentran comúnmente en los juegos hack and slash, uno que no es ni demasiado fácil ni demasiado difícil.

## Lanzamiento
Hell Is Us fue anunciado por primera vez por la editorial Nacon en abril de 2022 y estaba previsto su lanzamiento en 2023. El juego resurgió en septiembre de 2024 durante el evento de transmisión en vivo State of Play de Sony y está programado para lanzarse el 4 de septiembre de 2025 para PlayStation 5, Windows y Xbox Series X/S.